# Spathius calligaster
Spathius calligaster är en stekelart som beskrevs av Matthews 1970. Spathius calligaster ingår i släktet Spathius och familjen bracksteklar. Inga underarter finns listade i Catalogue of Life.